# Rákócziupproret
Rákócziupproret (1703–1711), benämnt efter ledaren Frans II Rákóczi, var det sista i en rad uppror mot habsburgarnas styre i Ungern mellan 1604 och 1711.

## Anledningar
Anledningar till upproret var 
- absolutistiska tendenser i habsburgarnas styre och försvagandet av de ungerska ständernas inflytande
- missnöje med hur egendomsfrågor rörande gods och herrskapsområden som återerövrats i det osmanska kriget behandlats.
- nya skatter
- tilltagande förtryck av protestanterna inom ramen för habsburgarnas rekatoliseringspolitik

## Förlopp
År 1700 tar Frans II Rákóczi kontakt med den franske kungen Ludvig XIV för att söka stöd för ett uppror mot habsburgarna. Rákóczi blir förrådd och fängslas, men lyckas fly till Polen.
Den 16 juni 1703 tar Rákóczi ledningen i ett litet uppror i nordöstra Ungern som sprider sig till hela norra Ungern (som omfattar även dagens Slovakien). Inom några månader kontrollerar upprorsmännen norra Ungern, men utan de viktiga städerna (till exempel Bratislava och Košice). Efter de stora framgångarna väljs Rákóczi till furste av Siebenbürgen den 1 januari 1704. Attacker mot Mähren och andra habsburgska områden (dagens Niederösterreich, dagens Burgenland och östra Steiermark) följer.
Den 26 december 1704 tillfogade en här under general greve Sigbert Heister, utsänd av kejsar Leopold I, de numerärt överlägsna ungerska rebellerna ett nederlag vid Tyrnau. Men rebellerna fortsatte sin krigföring och tränger in i Niederösterreich och når nästan Wien. När general Heisters trupper närmar sig viker de undan. De närmaste åren har båda sidor omväxlande framgångar.
1708 vände krigslyckan för rebellerna. Den 3 augusti segrade general Heister mot en dubbelt så stor styrka i slaget vid Trenčin. Därefter följer seger efter seger för habsburgarnas trupper. I april 1711 faller den sista större rebellorten.
Den 29 april 1711 slöts freden i Szatmár som bekräftar habsburgarnas kungavälde. Rákóczi tillförsäkras amnesti och rätten till sina besittningar, men han väljer att emigrera (eller fly) till Polen, där han blir symbolgestalt för den ungerska frihets- och självständighetsviljan.